# أليسيو سيكو
أليسيو سيكو (بالإيطالية: Alessio Secco)‏ المدير التنفيذي السابق لنادي يوفنتوس الإيطالي (ولد في تورينو يوم الخامس من يناير من العام 1970) انضم إلى طاقم إدارة نادي يوفنتوس عام 1995 ، وكان يعمل في القسم الإعلامي. واصبح مديرا ليوفنتوس بعد فضيحة الكالتشيو بولي عام 2006 قبل أن يقدم استقالته عام 2010 ليتولى بعدها إدارة نادي مودينا لمدة عامين، ثم انتقل إلى إدارة نادي بادوفا حتى عام 2014.